# یاد ایام
یاد ایام، نام یک آلبوم موسیقی با صدای محمدرضا شجریان است. این اثر در دستگاه شور ساخته شده است و در سال ۱۳۷۱ به صورت زنده در آمریکا اجرا شد و پس از آن به صورت آلبوم منتشر شد.

## شرح

### هنرمندان
- تار: داریوش پیرنیاکان
- نی: جمشید عندلیبی
- تمبک: همایون شجریان
- صدابردار صحنه: سیامک شجریان
- غزل از حافظ، سعدی و رهی معیری
- سایر شعرها از باباطاهر و فایز

### فهرست
1. پیش درآمد شور، ساختهٔ داریوش پیرنیاکان
2. دو نوازی تار و نی
3. چهار مضراب، ساخته داریوش پیرنیاکان
4. ساز و آواز شور (درآمد خارا، درآمد شور، رضوی، عاشق کش، تحریر نغمه، سلمک، قرچه، رضوی، تحریر جواد خانی، حسینی، فرود) غزل حافظ
5. تصنیف «سلسلهٔ مو»، ساخته داریوش پیرنیاکان غزل سعدی
6. ادامه ساز و آواز عاشق کش غزل حافظ
7. تصنیف یاد ایام، ساخته محمدرضا شجریان شعر از رهی معیری
8. تکنوازی نی
9. تصنیف «خم زلف»، موسیقی محلی خراسان شعر باباطاهر و فایز دشتی

## متن اشعار

### دوش می‌آمد و رخساره برافروخته بود
آواز شور، شعر از حافظ

(درآمد شور)

دوش می‌آمد و رخساره برافروخته بود

دوش می‌آمد و رخساره برافروخته بود
تا کجا باز دل غمزده‌ای سوخته بود

(جمله اول رضوی)

رسم عاشق کشی و شیوه شهر آشوبی
جامه یی بود که بر قامت او دوخته بود

(جمله دوم رضوی)

گرچه می‌گفت که زارت بکشم می‌دیدم
که نهانش نظری با من دلسوخته بود

(عاشق کش و تحریر نغمه)

جان عشاق سپند رخ خود می‌دانست

جان عشاق سپند رخ خود می‌دانست
و آتش چهره بدین کار برافروخته بود

(سلمک)

گرچه می‌گفت که زارت بکشم می‌دیدم

گرچه می‌گفت که زارت بکشم می‌دیدم
که نهانش نظری با من دلسوخته بود

(قرچه)

دل بسی خون به کف آورد ولی دیده بریخت

دل بسی خون به کف آورد ولی دیده بریخت
الله الله که تلف کرد و که اندوخته بود

(رضوی و تحریر جواد خانی)

کفر زلفش ره دین می‌زد و آن سنگین دل

آخ کفر زلفش ره دین می‌زد و آن سنگین دل
در پی اش مشعلی از چهره برافروخته بود

(حسینی)

یار مفروش به دنیا که بسی سود نکرد
آن که یوسف به زر ناسره بفروخته بود

(فرود)

گفت وخوش گفت برو خرقه بسوزان حافظ
یارب این قلب شناسی ز که آموخته بود، ز که آموخته بود

### به مژگان سیه کردی هزاران رخنه در دینم
آواز شور، شعر از حافظ

(عاشق‌کش - شهناز کت)

به مژگان سیه کردی هزاران رخنه در دینم
به مژگان سیه کردی هزاران رخنه در دینم
بیا کز چشم بیمارت هزاران درد برچینم

(عاشق‌کش)

الا ای همنشین دل، الا ای همنشین دل؛ که یارانت برفت از یاد
مرا روزی مباد آن دم، روزی مباد آن دم که بی‌یاد تو بنشینم

(عاشق‌کش)

جهان پیر است و بی‌بنیاد از این فرهادکش فریاد، فریاد، فریاد
که کرد افسون و نیرنگش ملول از جان شیرینم

(عاشق‌کش)

اگر بر جای من غیری گزیند دوست حاکم اوست

اگر بر جای من غیری گزیند دوست حاکم اوست، حاکم اوست
حرامم باد اگر من جان به جای دوست بگزینم

### شعر تصنیف خم زلف
دوبیتی‌های فایز دشتی
| به قربون خم زلف سیاهت     |  | فدای عارض مانند ماهِت      |
| ببردی دین فایز را به غارت |  | تو شاهی خیل مژگون‌ها سپاهِت |

| خودم اینجا دلم در پیش دلبر |  | خدایا این سفر کی می رود سر |
| خدایا کن سفر آسون به فایز  |  | که بیند بار دیگر روی دلبر  |

دوبیتی باباطاهر
| تو دوری از بَرُم دل در برم نیست |  | هوای دیگری اندر سرم نیست |
| بجان دلبرم کز هر دو عالم      |  | تمنای دگر جز دلبرم نیست  |